# Cratere Izamal
Izamal è un cratere sulla superficie di Marte.